# Syrské guvernoráty

Slepá mapa Sýrie s vyznačenými hranicemi guvernorátů

Sýrie je pro administrativní účely rozdělena na 14 guvernorátů (arabsky muháfaza). Ty se dále dělí na okresy a podokresy.
Guvernoráty jsou spravovány guvernéry, jež jmenuje prezident a schvaluje vláda. Guvernér je odpovědný za zdravotnictví, sociální služby, vzdělávací systém, turistiku, dopravu, vnitřní obchod, zemědělství, průmysl, bezpečnost a udržování práva a pořádku.

## Seznam guvernorátů
| Název guvernorátu         | Rozloha (km2) | Počet obyvatel (2018) | Hustota zalidnění (km2) | Počet okresů | Fotka | Lokace |
| ------------------------- | ------------- | --------------------- | ----------------------- | ------------ | ----- | ------ |
| Guvernorát Aleppo         | 18,482        | 4,600,166             | 248.90                  | 8            |       |        |
| Guvernorát Rakka          | 19,616        | 919,000               | 46.84                   | 3            |       |        |
| Guvernorát Suvajda        | 5,550         | 500,000               | 65.58                   | 3            |       |        |
| Guvernorát Damašek        | 106           | 2,211,042             | 20,858.89               | 1            |       |        |
| Guvernorát Dar'á          | 3,730         | 998,000               | 267.65                  | 3            |       |        |
| Guvernorát Dajr az-Zaur   | 33,060        | 1,200,500             | 36.31                   | 3            |       |        |
| Guvernorát Hamá           | 8,883         | 1,593,000             | 179.33                  | 5            |       |        |
| Guvernorát Hasaka         | 23,334        | 1,272,702             | 55.54                   | 4            |       |        |
| Guvernorát Homs           | 42,223        | 1,762,500             | 41.74                   | 6            |       |        |
| Guvernorát Idlíb          | 6,097         | 1,464,000             | 240.11                  | 5            |       |        |
| Guvernorát Latákie        | 2,297         | 1,278,486             | 556.58                  | 4            |       |        |
| Guvernorát Kunejtra       | 1,861         | 87,000                | 46.74                   | 2            |       |        |
| Guvernorát Damašek venkov | 18,032        | 2,831,738             | 157.03                  | 9            |       |        |
| Guvernorát Tartús         | 1,892         | 785,000               | 414.90                  | 5            |       |        |